# Арройо-Секо (Санта-Фе)
Арройо-Секо (исп. Arroyo Seco) — город и муниципалитет в департаменте Росарио провинции Санта-Фе (Аргентина).

## История
В 1888 году Либерато Агирре и Мария Сери де Караган пожертвовали землю под строительство железнодорожной станции, названной в их честь. Вокруг станции «Агирре» стал расти одноимённый населённый пункт. Вскоре станция и населённый пункт были переименованы в Арройо-Секо. В 1962 году Арройо-Секо получил статус города.

## Известные уроженцы
- Рикардо Хосе Де Риенсо (Арройо Секо, 20 августа 1948 г. — Сан-Николас-де-лос-Арройос, 25 июля 2013 г.) — аргентинский профессиональный футболист, игравший на позиции защитника.